# Gemfibrozil
Gemfibrozil je kemijski derivat fenoksipentanske kiselina, pripadnik skupine fibrata. 

## Djelovanje
On povisuje koncentraciju HDL-a, snižava koncentraciju triglicerida, a lagano snižava i koncentraciju LDL-a. Snižava razinu ukupnoga, VLDL-kolesterola i LDL-kolesterola i povisuje razinu HDL-kolesterola, koji djeluje zaštitno pri razvoju ateroskleroze. Koji je točno mehanizam još se ne zna, ali smatra se da potiče aktivnost lipoprotein lipaze zbog čega dolazi do boljeg ulaženja triglicerida u tkiva i jetru.

## Indikacije
Koristi se u liječenju hiperlipoproteinemija tipa IIa, IIb, IV, kod primarnih hipertrigliceridemija, sekundarnih hipertrigliceridemija (hiperlipoproteinemije koje su posljedica bolesti poput dijabetesa melitusa, uremija i sl.), koronarne bolesti srca praćene promjenama lipidnoga statusa, te u prevenciji daljnjeg napredovanja ateroskleroze. Za učinak potrebno je uzimati taj lijek dva do pet dana, a optimalni učinka se postiže nakon 4 tjedna terapije. Djelotvorna dnevna doza iznosi 1200 mg.

## Mogući neželjeni učinci
Nažalost gemfibrozil ima moguće dugotrajne nuspojave - potencijalno je kancerogen, a sumnja se da dugoročno može izazvati kamenac u žuči i opasnu upalu gušterače. Recimo, osobe koje pate od kamena u žuči to ne bi smjele uzimati. Također, osobe koje pate od teških bolesti jetre i bubrega, ne bi smjele uzimati gemfibrozil, kao ni trudnice i dojilje.
Kao nuspojave mogu se javiti glavobolje, poremećaji vida, svrbež kože, bolovi u ekstremitetima (češće u nogama). U rijetkim slučajevima mogu se povisiti razine transaminaza i promijeniti vrijednosti ostalih testova jetre. Znaju se javiti bolovi u trbuhu, a postoji opasnost od miozitisa, tj. poremećaja rada mišića, pogotovo u kombinaciji sa statinima.
|  | Molimo pročitajte upozorenje o korištenju medicinskih informacija. Ne provodite liječenje bez savjetovanja s liječnikom! |